# Тысячелетие России
«Тысячелетие России» — монумент, воздвигнутый в Новгороде в 1862 году в честь тысячелетнего юбилея летописного призвания варягов, с которым традиционно связывается начало русской государственности.
Авторами проекта памятника являются график и живописец Михаил Микешин, скульптор Иван Шредер и архитектор Виктор Гартман. Памятник находится в новгородском детинце, напротив Софийского собора и бывшего здания Присутственных мест.

## Значение
Традиционно, начиная с русской летописи «Повести временных лет» начала XII века и до настоящего времени, призвание варягов в 862 году считается отправной точкой русской государственности.
В исторической науке призвание варягов является предметом споров. Нет общепринятой точки зрения ни на датировку этого события, ни на конкретные его обстоятельства, ни на сам факт призвания. Некоторые историки относят начало Русского государства к другому времени или привязывают к другому событию (например, к 882 году, когда князь Олег захватил Киев, объединив два центра Руси).

## Описание

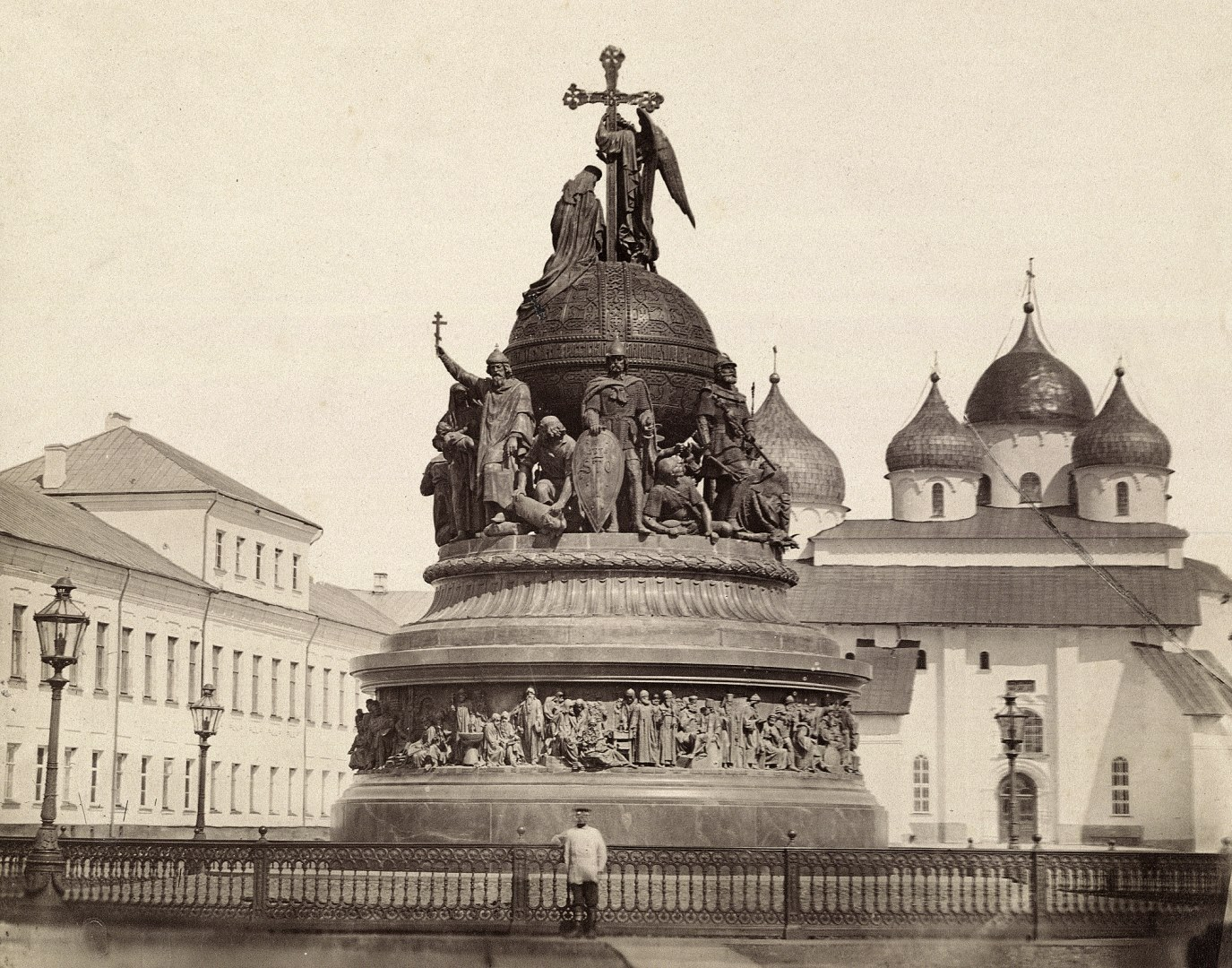
Памятник 1000-летию России, 1883 г.

Памятник представляет собой гигантский шар-державу на колоколообразном постаменте; общие очертания монумента колоколообразные (по некоторым предположениям, он был призван «благовестить потомкам о героическом прошлом России»). Вокруг державы установлены шесть скульптурных групп. Общая высота памятника 15,7 м (высота пьедестала — 6 м; высота фигур — 3,3 м; креста на державе — 3 м).
Диаметр гранитного постамента — 9 м; шара-державы — 4 м; окружность горельефа — 26,5 м. Вес металла памятника — 100 тонн, вес бронзового литья — 65,5 тонны (шар-держава — 400 пудов; колоссальных фигур — 150 пудов; крест на шаре — 28 пудов).
Всего памятник содержит 128 фигур. Скульптурные изображения делятся на три уровня:
1. Группа, венчающая композицию, из двух фигур — ангела, поддерживающего крест (олицетворение православной церкви) и коленопреклонённой женщины (олицетворение России). Установлена эта группа вверху на державе (символ государственной власти монарха), покрытой узором из изображений крестов. Держава украшена рельефным орнаментом из крестов (символ единения церкви и самодержавия) и опоясана надписью: «Свершившемуся тысячелѣтію государства Россійскаго въ благополучное царствованіе императора Александра ІІго лѣта 1862».
2. Среднюю часть памятника занимают 17 фигур (т. н. «колоссальные фигуры»), группирующиеся в шесть скульптурных групп вокруг шара-державы, символизирующих различные периоды истории Русского государства (согласно официальной историографии того времени). Каждая группа ориентирована на определённую часть света, что имеет символический смысл и показывает роль каждого государя в укреплении определённых рубежей государства.
3. В нижней части монумента расположен фриз, на котором помещены горельефы 109 исторических деятелей[8], воплощая идею опоры самодержавной власти на общество в лице его славнейших представителей[9]. Внутри каждого раздела персоны расположены согласно позиции на памятнике слева направо.

## Верхний ярус
|  | Ангел, поддерживающий крест и благословляющий коленопреклонённую женщину в русском национальном костюме, опирающуюся на щит с гербом и датой «1862». Фигуры выполнены скульптором И. Н. Шредером, крест изготовлен по рисунку архитектора В. А. Гартмана. |

## Средний ярус
|  | Первый князь Рюрик в остроконечном шлеме с остроконечным щитом (надпись «Лета 6370» — по византийскому летоисчислению, разница между этим летоисчислением и современным равна 5508 лет, следовательно получается 6370-5508=862 год н. э.), в звериной шкуре, наброшенной на плечи. За ним справа находится языческий бог Велес (см. фото) (обращены на юг, к Киеву). Эта группа выполнена скульптором П. С. Михайловым.                                                      |
|  | Великий князь киевский Владимир Святославич в центре композиции с поднятым вверх восьмиконечным византийским крестом, славянка, протягивающая ему ребёнка для крещения, и славянин, низвергающий языческого идола Перуна (обращены на юг). Эта группа выполнена скульптором Р. К. Залеманом. |
|  | Дмитрий Донской, в правой руке держит шестопёр, а в левой — бунчук, попирает ногой побеждённого Мамая (обращены на восток, к Москве). Эта группа выполнена скульптором Р. К. Залеманом. |
|  | Иван III в царских ризах, шапке Мономаха, со скипетром и державой, принимающий от коленопреклонённого воина Золотой Орды знак власти — бунчук. Рядом лежат побеждённый в битве литовец и поверженный ливонский рыцарь с обломанным мечом (обращены на восток). На заднем плане — обращённая спиной фигура человека-«сибиряка», поддерживающего державу, символизирующая начавшееся присоединение Сибири к Русскому царству. Эта группа выполнена скульптором И. Н. Шредером. |
|  | Михаил Фёдорович — родоначальник династии Романовых, князь Пожарский в одежде древнерусского воина с непокрытой головой, защищающий его обнажённой саблей, и коленопреклонённый Кузьма Минин, вручающий ему шапку Мономаха и скипетр. Эта группа выполнена скульптором Р. К. Залеманом. |
|  | Пётр I в мундире офицера Преображенского полка и порфире, увенчанный лавровым венком со скипетром в правой руке, и Гений-крылатый ангел, указывающий путь на север, к месту будущего Санкт-Петербурга. У ног Петра поверженный на колени швед, защищающий своё разорванное знамя (обращены на север, к Петербургу). Эта трёхфигурная группа выполнена скульптором И. Н. Шредером.                                                                                            |

## Нижний ярус (фриз)
Фриз делится на четыре раздела:
| 31 фигура, начинается с юго-западной стороны под фигурой великого князя Владимира Святославича | 31 фигура, начинается с юго-западной стороны под фигурой великого князя Владимира Святославича                                       | 31 фигура, начинается с юго-западной стороны под фигурой великого князя Владимира Святославича | 31 фигура, начинается с юго-западной стороны под фигурой великого князя Владимира Святославича | 31 фигура, начинается с юго-западной стороны под фигурой великого князя Владимира Святославича | 31 фигура, начинается с юго-западной стороны под фигурой великого князя Владимира Святославича                                                                                          |
| Изображение                                                                                    | Описание | Изображение                                                                                    | Описание                                                                                       | Изображение                                                                                    | Описание |
| ---------------------------------------------------------------------------------------------- | --- | ---------------------------------------------------------------------------------------------- | ---------------------------------------------------------------------------------------------- | ---------------------------------------------------------------------------------------------- | --- |
|                                                                                                | Кирилл и Мефодий христианские проповедники                                                                                           |                                                                                                | Ольга Великая княгиня Киевская                                                                 |                                                                                                | Владимир Святославич Великий князь Киевский |
|                                                                                                | Авраамий Ростовский епископ Ростовский                                                                                               |                                                                                                | Антоний Печерский основатель Киево-Печерского монастыря                                        |                                                                                                | Феодосий Печерский игумен Киево-Печерского монастыря |
|                                                                                                | Кукша Печерский иеромонах Киево-Печерского монастыря                                                                                 |                                                                                                | Нестор Летописец историк, монах Киево-Печерского монастыря                                     |                                                                                                | Кирилл Белозерский основатель Кирилло-Белозерского монастыря |
|                                                                                                | Стефан Пермский епископ, просветитель Пермского края                                                                                 |                                                                                                | Алексий митрополит Киевский и Всея Руси                                                        |                                                                                                | Сергий Радонежский православный святой, основатель Троице-Сергиева монастыря |
|                                                                                                | Пётр Могила Митрополит Киевский, Галицкий и всея Руси, экзарх Константинопольского патриарха. Архимандрит Киево-Печерского монастыря |                                                                                                | Зосима Соловецкий основатель Соловецкого монастыря                                             |                                                                                                | Максим Грек крупный деятель русского просвещения, писатель |
|                                                                                                | Савватий Соловецкий основатель Соловецкого монастыря                                                                                 |                                                                                                | Иона Московский митрополит                                                                     |                                                                                                | Макарий митрополит Московский и Всея Руси |
|                                                                                                | Варсонофий архиепископ Тверской |                                                                                                | Гурий архиепископ Казанский                                                                    |                                                                                                | Константин Острожский русский князь, магнат, военный, политический и культурный деятель, меценат Великого Княжества Литовского, сенатор Речи Посполитой, основатель Острожской академии |
|                                                                                                | Никон шестой патриарх Московский и Всея Руси                                                                                         |                                                                                                | Фёдор Ртищев родоначальник русской благотворительности                                         |                                                                                                | Димитрий Ростовский церковный деятель, писатель |
|                                                                                                | Тихон Задонский епископ Ладожский, затем Воронежский, писатель                                                                       |                                                                                                | Митрофан Воронежский первый епископ Воронежский                                                |                                                                                                | Георгий Конисский архиепископ Белорусский, писатель |
|                                                                                                | Феофан Прокопович богослов, писатель, поэт, ректор Киевской духовной академии, учёный, философ, архиепископ Новгородский             |                                                                                                | Платон митрополит Московский                                                                   |                                                                                                | Иннокентий архиепископ Херсонесский и Таврический |

| 26 фигур на восточной стороне памятника | 26 фигур на восточной стороне памятника | 26 фигур на восточной стороне памятника | 26 фигур на восточной стороне памятника                                                             | 26 фигур на восточной стороне памятника | 26 фигур на восточной стороне памятника                      |
| Изображение                             | Описание | Изображение                             | Описание                                                                                            | Изображение                             | Описание                                                     |
| --------------------------------------- | --- | --------------------------------------- | --------------------------------------------------------------------------------------------------- | --------------------------------------- | ------------------------------------------------------------ |
|                                         | Ярослав Мудрый Великий князь Киевский, князь Новгородский и Ростовский, автор первого письменного русского законодательства (Русская Правда) |                                         | Владимир Мономах великий князь Киевский, завершил «Русскую правду» текстом своего «Устава Мономаха» |                                         | Гедимин Великий князь Литовский                              |
|                                         | Ольгерд Великий князь Литовский |                                         | Витовт Великий князь Литовский                                                                      |                                         | Иван III Великий князь Московский, автор Судебника 1497 года |
|                                         | Сильвестр священник, политический деятель, сподвижник Ивана IV, член Избранной рады                                                          |                                         | Анастасия Романовна первая жена Ивана Грозного                                                      |                                         | Алексей Адашев государственный деятель, член Избранной рады  |
|                                         | Гермоген патриарх |                                         | Михаил Фёдорович родоначальник династии Романовых                                                   |                                         | Филарет патриарх                                             |
|                                         | Афанасий Ордин-Нащокин дипломат |                                         | Артамон Матвеев государственный деятель, дипломат                                                   |                                         | Алексей Михайлович второй русский царь из дома Романовых     |
|                                         | Пётр I первый российский император |                                         | Яков Долгоруков государственный деятель, военачальник                                               |                                         | Иван Бецкой общественный деятель                             |
|                                         | Екатерина II российская императрица |                                         | Александр Безбородко дипломат                                                                       |                                         | Григорий Потёмкин государственный деятель                    |
|                                         | Виктор Кочубей дипломат |                                         | Александр I российский император                                                                    |                                         | Михаил Сперанский государственный деятель                    |
|                                         | Михаил Воронцов генерал-фельдмаршал |                                         | Николай I российский император                                                                      |                                         |                                                              |

| 36 фигур с северо-восточной стороны памятника | 36 фигур с северо-восточной стороны памятника                                       | 36 фигур с северо-восточной стороны памятника | 36 фигур с северо-восточной стороны памятника                                            | 36 фигур с северо-восточной стороны памятника | 36 фигур с северо-восточной стороны памятника                                               |
| Изображение                                   | Описание                                                                            | Изображение                                   | Описание                                                                                 | Изображение                                   | Описание                                                                                    |
| --------------------------------------------- | ----------------------------------------------------------------------------------- | --------------------------------------------- | ---------------------------------------------------------------------------------------- | --------------------------------------------- | ------------------------------------------------------------------------------------------- |
|                                               | Святослав Игоревич великий князь Киевский, полководец                               |                                               | Мстислав Удатный князь Трипольский, Торопецкий, Новгородский и Галицкий, полководец      |                                               | Даниил Галицкий король Руси, великий князь Киевский, князь Галицкий и Волынский, полководец |
|                                               | Довмонт князь Псковский                                                             |                                               | Александр Невский князь Новгородский, великий князь Владимирский, великий князь Киевский |                                               | Михаил Тверской князь Тверской, великий князь Владимирский                                  |
|                                               | Дмитрий Донской великий князь Владимирский и Московский, полководец                 |                                               | Кейстут великий князь Литовский, князь Трокский и Жемайтский                             |                                               | Даниил Холмский московский воевода                                                          |
|                                               | Михаил Воротынский полководец                                                       |                                               | Даниил Щеня князь, воевода                                                               |                                               | Марфа Посадница лидер новгородского сопротивления Ивану III                                 |
|                                               | Ермак Тимофеевич казачий атаман, совершил поход в Сибирь                            |                                               | Михаил Скопин-Шуйский князь, полководец                                                  |                                               | Дмитрий Пожарский князь, организатор Второго народного ополчения                            |
|                                               | Кузьма Минин организатор Второго народного ополчения                                |                                               | Авраамий Палицын келарь Троице-Сергиевой лавры, писатель                                 |                                               | Богдан-Зиновий Хмельницкий украинский государственный и военный деятель, гетман Украины     |
|                                               | Иван Сусанин народный герой                                                         |                                               | Борис Шереметев генерал-фельдмаршал, дипломат                                            |                                               | Михаил Голицын генерал-фельдмаршал                                                          |
|                                               | Пётр Салтыков генерал-фельдмаршал                                                   |                                               | Бурхард Миних генерал-фельдмаршал                                                        |                                               | Алексей Орлов генерал-аншеф                                                                 |
|                                               | Пётр Румянцев фельдмаршал                                                           |                                               | Александр Суворов генералиссимус, полководец                                             |                                               | Михаил Барклай-де-Толли генерал-фельдмаршал, герой Отечественной войны 1812 года            |
|                                               | Михаил Кутузов генерал-фельдмаршал, полководец, герой Отечественной войны 1812 года |                                               | Дмитрий Сенявин флотоводец, адмирал                                                      |                                               | Матвей Платов войсковой атаман, генерал от кавалерии                                        |
|                                               | Пётр Багратион грузинский князь, генерал, герой Отечественной войны 1812 года       |                                               | Иван Дибич генерал-фельдмаршал                                                           |                                               | Иван Паскевич генерал-фельдмаршал                                                           |
|                                               | Михаил Лазарев флотоводец, адмирал                                                  |                                               | Владимир Корнилов вице-адмирал, герой обороны Севастополя 1854—1855 гг.                  |                                               | Павел Нахимов флотоводец, адмирал                                                           |

| 16 фигур    | 16 фигур                                        | 16 фигур    | 16 фигур                                                      | 16 фигур    | 16 фигур                                  |
| Изображение | Описание                                        | Изображение | Описание                                                      | Изображение | Описание                                  |
| ----------- | ----------------------------------------------- | ----------- | ------------------------------------------------------------- | ----------- | ----------------------------------------- |
|             | Михаил Ломоносов поэт, художник, учёный         |             | Денис Фонвизин писатель, драматург                            |             | Александр Кокоринов архитектор            |
|             | Гавриил Державин поэт, государственный деятель  |             | Фёдор Волков актёр, основатель русского драматического театра |             | Николай Карамзин писатель, историк        |
|             | Иван Крылов баснописец                          |             | Василий Жуковский поэт, переводчик                            |             | Николай Гнедич поэт, переводчик           |
|             | Александр Грибоедов писатель, дипломат          |             | Михаил Лермонтов поэт                                         |             | Александр Пушкин поэт, прозаик, драматург |
|             | Николай Гоголь писатель                         |             | Михаил Глинка композитор                                      |             | Карл Брюллов художник                     |
|             | Дмитрий Бортнянский композитор, певец и дирижёр |             |                                                               |             |                                           |

## История монумента

### Создание

#### Конкурс

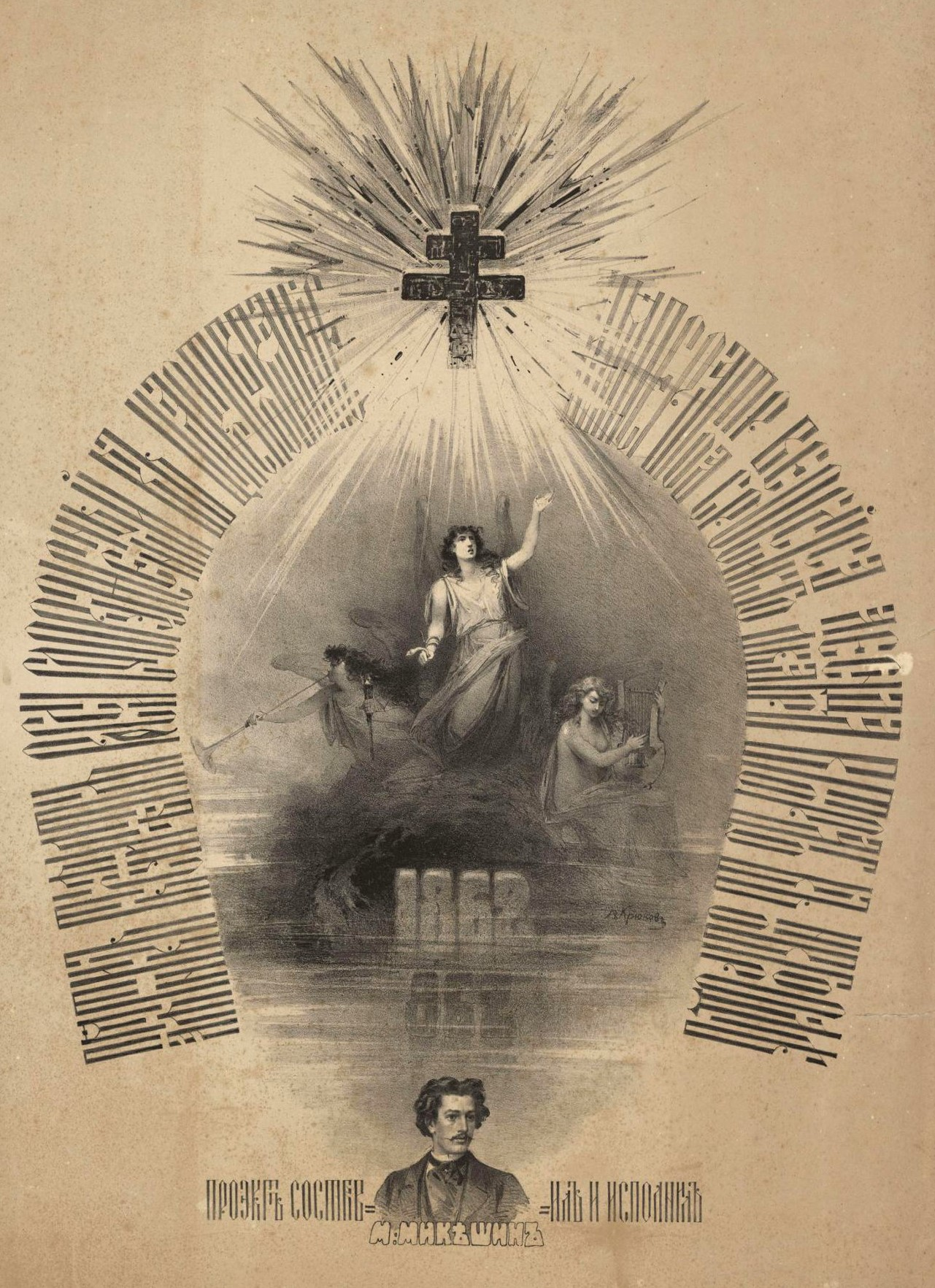
Титульный лист проекта памятника (с портретом автора — М. О. Микешина)

В 1857 году, в преддверии памятной даты 1000-летия призвания Рюрика на княжение, по пожеланию министра внутренних дел Сергея Ланского и последовавшего за ним постановлению Комитета Министров был объявлен конкурс на лучший проект памятника, который планировалось поставить в Новгороде, куда, согласно легенде, варяг и был призван. В процессе обсуждения в верхах решено было сделать памятник не одному человеку, а многим заслуженным перед страной людям. Государство объявило о начале повсеместного сбора денег от всех сословий населения на сооружение этого памятника. Планировалось, что стоимость памятника составит 500 тыс. руб., пожертвования по подписке составили около 150 тыс. руб. (по другим сведениям — 72 507 рублей); недостающая сумма была выделена из государственной казны.
В апреле 1859 года в печати объявили о начале конкурса между скульпторами на осуществление этого проекта, а также озвучили программу, которой должен был соответствовать памятник, — шесть периодов истории России (эпохи основания государства (Рюрик), принятия христианской веры (Владимир), свержения татарского ига (Дмитрий Донской), московского единодержавия (Иван III), восстановления государственной власти избранием царя из дома Романовых (Михаил Федорович), преобразования древнерусского быта (Пётр I)). На проекты отводилось полгода (до 1 ноября 1859 года). Шесть периодов должны были быть осуществлены в скульптурных группах, высота памятника должна была быть не больше 18 метров.
На конкурс было подано 52 проекта (подавались анонимно под девизами). Конкурсный совет, созданный при Академии художеств, под председательством её вице-президента князя Г. Г. Гагарина с участием ведущих архитекторов, живописцев и скульпторов Академии художеств и командированных от Главного управления путей сообщений и публичных зданий инженеров и архитекторов, тайным голосованием на заседании 25 ноября 1859 года признал соответствующим условиям конкурса три проекта:
1. архитектора Антипова. Проект архитектора П. Е. Антипова был подражанием памятнику «Бавария» в Мюнхене и был признан слишком большим для новгородской площади;
2. академика Горностаева. В проекте архитектора И. И. Горностаева Россия была аллегорически изображена в виде большой статуи. Комиссия решила, что эта аллегория не будет понятна широким слоям и не произведёт должного впечатления;
3. художника Микешина. Проект молодого художника М. О. Микешина наиболее полно и детально соответствовал условиям конкурса.

Между И. И. Горностаевым и П. Е. Антиповым была разделена вторая премия (1000 руб.), первая — присуждена М. О. Микешину (4000 руб.). Также участвовали Николай Штром, Я. Домбровский и многие другие.

#### Создание проекта

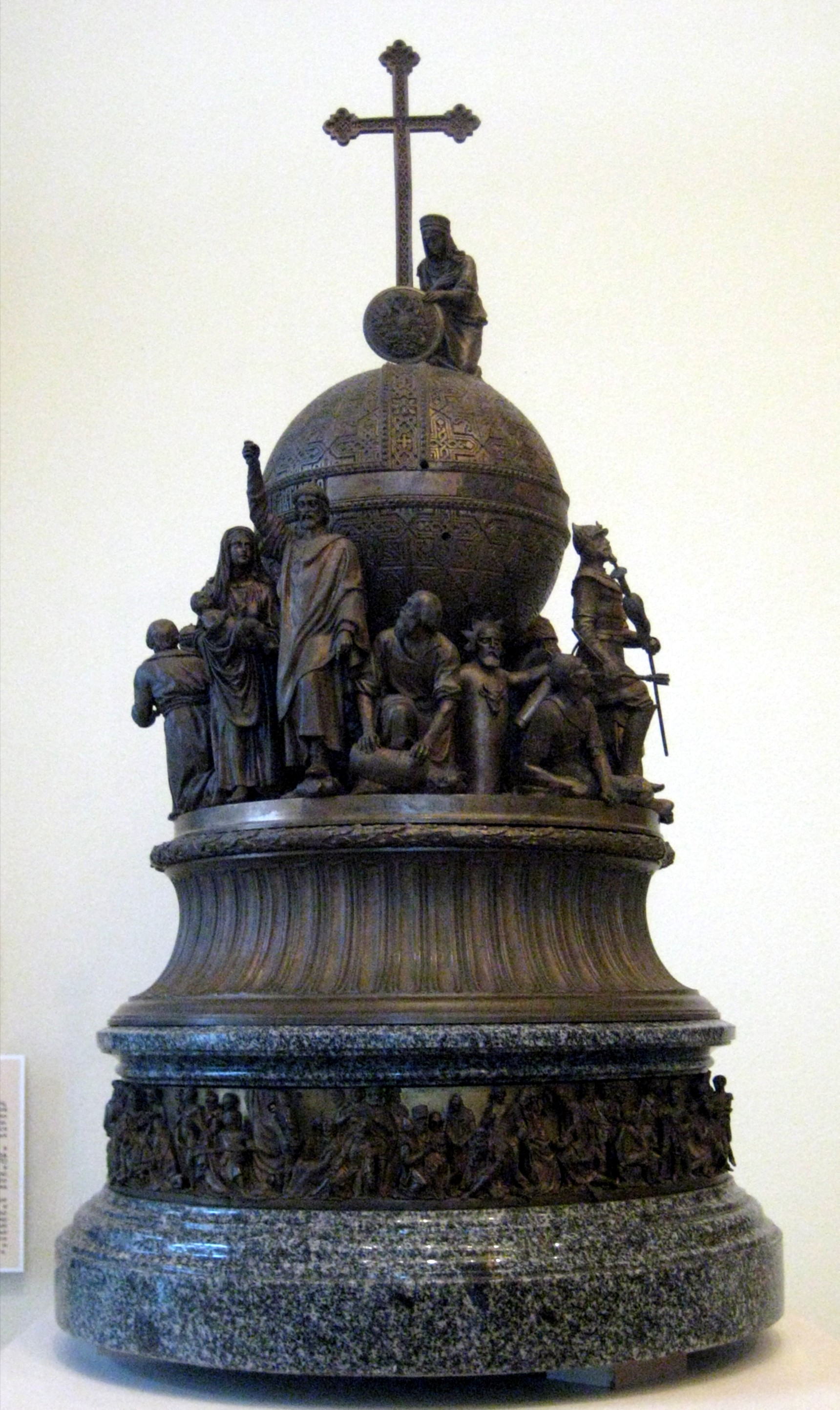
Один из ранних макетов памятника, ГИМ. По-другому оформлено завершение памятника

Первоначальный проект Микешина представлял собой опрокинутую «шапку Мономаха» и состоял из трёх частей.
Весь памятник решено было соорудить из бронзы. Открытие памятника изначально намечено было на 26 августа 1862 года. Строительство памятника было поручено Главному управлению путей сообщения и публичных зданий, возглавляемому генерал-адъютантом К. В. Чевкиным. «Для достижения стилистического и композиционного единства памятника Главное управление путей сообщения заказало Микешину и Шредеру модель в одну пятую часть натуральной величины. Модель была выполнена Шредером. Шредер работал, не зная отдыха, забывая о сне, и выполнил ответственное поручение с честью». Сначала были изготовлены все части памятника в одну пятую величины из гипса, затем все было изготовлено в натуральную величину, также из гипса.
На цоколе, где сейчас располагаются исторические деятели, по первоначальному плану должны были располагаться барельефы, которые изображали шесть эпох и отделялись друг от друга медальонами. После избрания проекта предполагалось, что их подготовят в течение трёх месяцев. Задание было поручено Клодту. Но в июне 1860 года император Александр II осмотрел модель и увидел, что сюжеты барельефов всего лишь повторяют сюжеты шести скульптурных групп. Он повелел (Микешин пишет, что по его рекомендации) заменить отдельные барельефы на пьедестале сплошным скульптурным поясом со знаменитыми людьми России. Микешину предстояло создать круговой фриз протяжённостью около 27 метров и разместить на нём около сотни исторических фигур — грандиозный по тем временам проект. Художник не стал просто расставлять скульптуры людей в хронологическом порядке, он смешал их между собой, создав несколько мизансцен. К 1 сентября 1860 года Микешин представил новый вариант проекта.
Долгий период заняло также утверждение списка 109 «видных людей». Микешин не сам решал кого изобразить, а привлёк для выбора персонажей историков (Николая Костомарова, Михаила Погодина, Фёдора Буслаева, Константина Бестужева-Рюмина) и литераторов (Ивана Гончарова, Ивана Тургенева, Аполлона Майкова и др.). В результате были исключены: поэт Кольцов, драматический актёр Дмитревский, поэт Кантемир и флотоводец Ушаков. Не помещены на памятнике знаменитые русские зодчие: Андрей Воронихин, Андреян Захаров, Василий Баженов, Матвей Казаков. Разразился скандал с вычёркиванием из списка поэта Тараса Шевченко. Среди государственных деятелей отсутствует изображение Ивана Грозного (как символа деспотизма), хотя присутствуют трое его приближённых: первая жена Анастасия Романовна, А. Ф. Адашев, протопоп Сильвестр. Николай I добавлен в последний момент по распоряжению императора Александра II. В Российском государственном историческом архиве сохранился первоначальный список Микешина с карандашными исправлениями Чевкина, а также список, представленный на рассмотрение и утверждение императору.
Модель скульптурного пояса была изготовлена Михаилом Микешиным и Иваном Шредером.
В июле 1860 года Главное управление путей сообщения заключило со скульпторами контракты, по которым за лепку каждой фигуры в глине, затем за отливку её в гипсе в двух экземплярах с последующей доставкой на бронзовую фабрику было назначено вознаграждение в 4000 рублей.
Для финального утверждения памятника был создан художественный совет при Академии художеств. В январе 1861 года в мастерскую приехала высокая комиссия во главе с вице-президентом Академии художеств князем Гагариным, члены худсовета скульпторы Клодт, Пименов и другие. Клодт и Пименов начали критиковать скульптуры и потребовали передачи заказа авторитетным скульпторам. Судьбу проекта мог решить император — осмотрев уже выполненную работу Микешина и Шредера, император распорядился: «Исправить, что нужно, и в гипс».
К 1 июля 1862 года все бронзовые группы, рельефы и решётка вокруг памятника были собраны в литейной мастерской, и на их осмотр пригласили царя. Он одобрил готовые части памятника. Вскоре их переправили по рекам Неве и Волхову в Новгород.

##### Авторы
Победивший проект принадлежал молодому художнику М. О. Микешину (за год до этого окончившему Академию художеств) и молодому скульптору И. Н. Шредеру. Формально автором проекта считается только Микешин, однако Шредер также участвовал в его создании (в частности, он вылепил уменьшенную модель памятника). Батальный живописец по образованию, не имевший опыта работы в скульптуре, Микешин привлёк к разработке памятника своего талантливого сверстника Шредера — вольноопределяющегося ученика скульптурного класса Академии художеств.
Строителем был назначен инженер путей сообщения, генерал-майор, член Комитета строений и гидравлических работ В. Д. Евреинов, производителем работ инженер-штабс-капитан А. Б. Адамс, десятником каменных работ государственный крестьянин Андрей Казаков, десятником по плотницким работам крестьянин Иван Карабанов. Общее наблюдение за строительством памятника было поручено генерал-адъютанту К. В. Чевкину.
Совет академии считал целесообразным для ускорения процесса привлечь к сотрудничеству нескольких скульпторов, которые должны были выполнить отдельные группы и рельефы пьедестала.
В создании скульптур приняли участие Р. К. Залеман (группы Михаила Фёдоровича, Владимира Святого и Дмитрия Донского), П. С. Михайлов (группа Рюрика), Н. А. Лаверецкий («Государственные люди»), А. М. Любимов («Военные люди»), М. А. Чижов («Просветители», «Военные люди») при участии архитекторов Г. А. Боссе (железная решётка) и В. А. Гартмана. Микешин и Шредер выполнили самую верхнюю группу из ангела с крестом и «России», группы Петра I и Ивана III, отдельно Шредер — «Писатели и художники».

#### Возведение и открытие

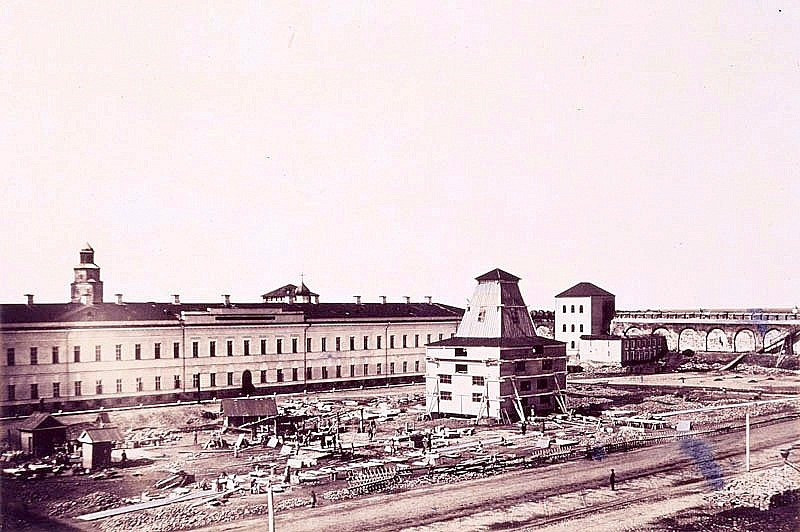
Новгород. Возведение памятника на Кремлёвской площади кремля. 1862 год.

Закладка памятника состоялась 16 (28) мая 1861 года на Кремлёвской площади, между Софийским собором и зданием присутственных мест. До этого там находился памятник Новгородскому ополчению 1812 года, который перенесли на площадь перед зданием Дворянского Собрания.
На глубину 10 метров был заложен фундамент, выполненный в виде цилиндрической стены, расширяющейся книзу, с пустотой внутри около 4 м в диаметре. В фундамент был заложен гранитный камень, в выемку в котором был вставлен бронзовый ящик с надписью о времени закладки памятника и его назначении. В этот ящик были вложены медали времён Александра II, а также золотые и серебряные монеты 1861 года. На фундаменте был возведён гранитный пьедестал, постепенно суживающийся кверху. Он также имеет внутри пустоту, покрытую сводом. Наружная облицовка — серый полированный сердобольский гранит, добытый на северном берегу Ладожского озера. Бронзовые части памятника отлиты в Петербурге на фабрике Плинке и Никольса.
В связи с возведением и торжественным открытием памятника Новгород был отремонтирован и заново замощён.

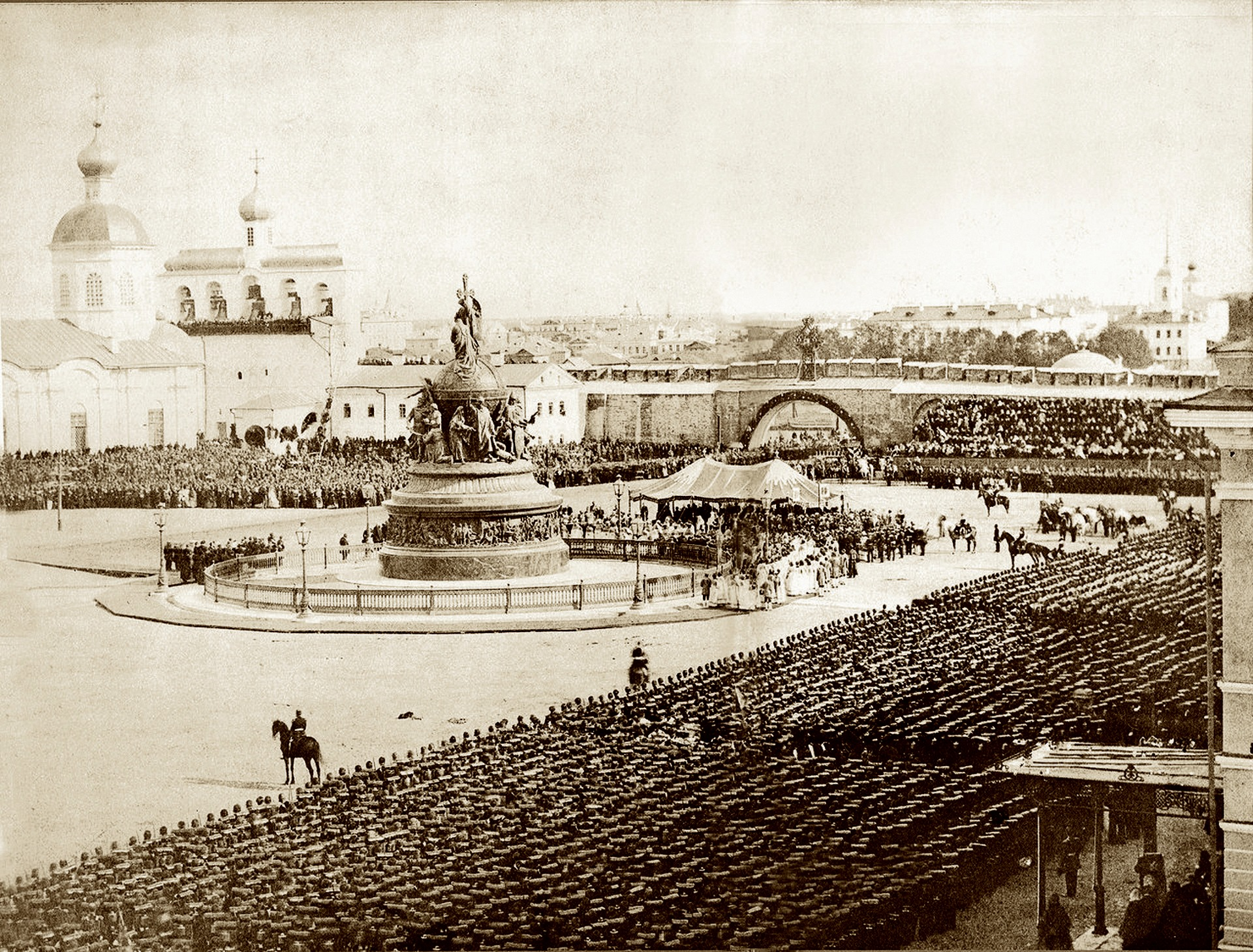
Открытие памятника 1000-летию России. Сентябрь 1862 года

Памятник был торжественно открыт 8 (20) сентября 1862 года в присутствии императора Александра II. Был устроен торжественный военный парад, торжества длились три дня. В Новгород к этому событию приехало всё августейшее семейство с членами ближайшей свиты, было привезено до 12 тысяч солдат и офицеров. Численность населения Новгорода на несколько дней практически удвоилась. Церемония включала: крестный ход к Софийскому собору после литургии во всех храмах Новгородского кремля и в Знаменской церкви, переложение святых мощей строителя Софийского собора князя Владимира Ярославича из обветшавшей деревянной раки в новую серебряную (7 сентября).

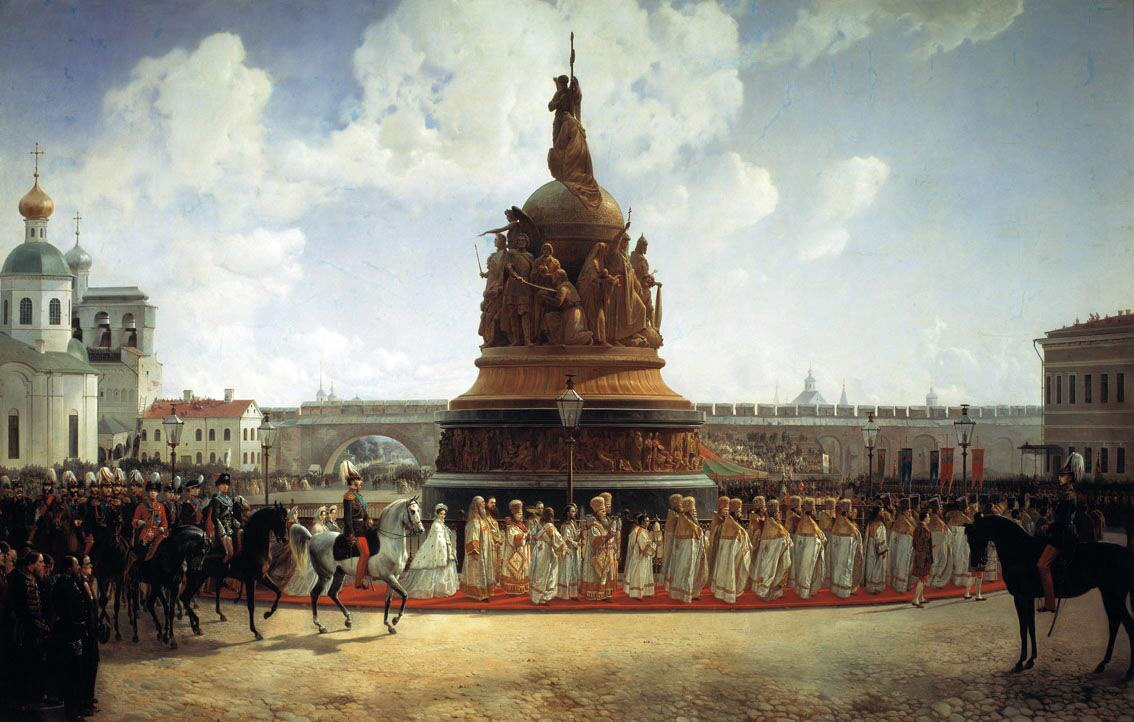
Б. П. Виллевальде Открытие памятника 1000-летию России в Новгороде в сентябре 1862 года

На следующий день царь принял депутацию от местных дворян, затем объехал войска, построенные для парада, а затем вместе с императрицей и свитой под колокольный звон направился в Софийский собор, где отстоял литургию. После этого крестный ход двинулся от собора к памятнику, вокруг которого стояли войска и разместилась на специально сооружённых помостах публика. С памятника было снято покрывало. За этим последовали салют из 62 пушек и военный парад, затем — торжественный обед. Третий день празднования совпал с днём рождения великого князя Константина Николаевича. После молебна в соборе царь принял хлеб-соль, преподнесённые ему крестьянской депутацией на деревянном блюде. Затем он посетил гимназию и приют, за этим последовал обед, а вечером — бал.

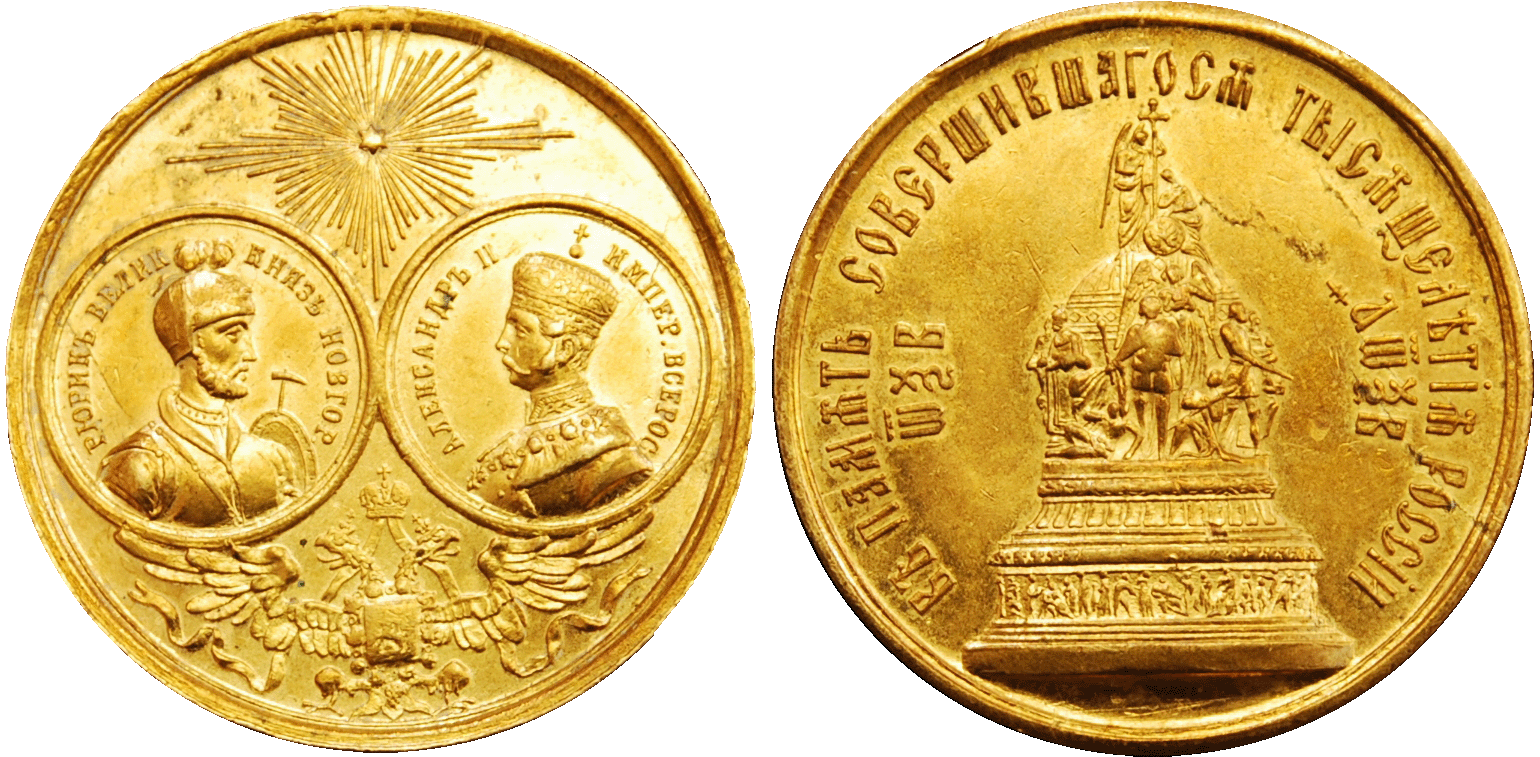
Памятная медаль 1862 года «В память совершившегося тысячелетия России»

Специально к открытию были выпущены два путеводителя по Новгороду (первые в истории города). В конце апреля — начале мая 1862 года вышел первый — «Путеводитель по Новгороду с указанием на его церковные древности и святыни» (автор — митрополит Макарий; СПб, 1862. — 32 с.). В июле-августе — «Путеводитель по Новгороду: Справочная книга для едущих на открытие памятника тысячелетию России» (книга была выпущена анонимно; автор — В. А. Долгоруков. СПб, 1862. — 27 с.).
В день открытия памятника вышел царский указ о награждении лиц, участвовавших в создании памятника. Художник М. О. Микешин был награждён орденом Святого Владимира 4-й степени, ему была назначена пожизненная пенсия 1200 рублей в год. Скульптор Шредер был награждён орденом Святой Анны 3-й степени и премией в 3000 рублей (в 1890-х годах ему также была назначена пожизненная пенсия 1200 рублей в год за создание памятника). Скульпторы Залеман, Михайлов, Лаверецкий и Чижов были награждены ценными подарками.

### Дальнейшее существование

#### 1917—1941
После революции монумент воспринимался как памятник самодержавию — в то время массовым тиражом вышла брошюра под заглавием «Памятник тысячелетию самодержавного гнёта». Монумент могли снести уже в начале 1918 года, если бы все силы новых властей не были брошены на «разграбление богатейшей новгородской епархии». Монумент уцелел, но в дни коммунистических праздников его стали закрывать фанерными щитами, расписанными революционными лозунгами.

#### Разрушение памятника во время Великой Отечественной войны и последующее восстановление

Кукрыниксы, картина «Бегство фашистов из Новгорода», 1944—1946. На переднем плане фрагменты разбитой скульптуры, похожие на убитых людей

15 августа 1941 года в Новгород вошли немецкие войска. Генерал Курт Герцог, служивший в штабе немецкой армии, осаждавшей Ленинград, приказал разобрать памятник «Тысячелетие России» и вывезти в Германию, решив сделать подарок своему другу на родине. Зимой 1943—1944 года начались работы по демонтажу. Железной дорогой успели увезти бронзовую решётку работы профессора Боссе, окружавшую памятник, а также бронзовые фонари художественной работы, стоявшие вокруг него. Разобранный памятник оккупантам вывезти не удалось. 20 января 1944 года Новгород был освобождён советскими войсками.
К этому моменту монумент представлял собой совершенно голый пьедестал, на котором оставалась нижняя половина шара-державы. Верхняя её часть была полуразрушена. Ранее окружавшие шар колоссальные фигуры были разбросаны вокруг памятника. При этом многие из них оказались испорченными: трёхметровый крест, стоявший на шаре-державе, был срублен у основания и согнут в дугу; бронзовое крепление всюду было перерублено или вырвано из своих мест. Такие небольшие детали, как шпаги, мечи, посохи, щиты и т. п. бесследно исчезли.
Комитет по делам архитектуры при СНК СССР и исполком Ленинградского областного Совета депутатов трудящихся принял решение восстановить памятник в прежнем его виде в самый короткий срок, причём в числе первых объектов разорённого Новгорода. Этим занимался Ленинградский областной отдел архитектуры. «Для передвижения и подъёма фигур был построен узкоколейный путь, а для установки фигур на свои места вокруг памятника устроены леса и изготовлены необходимые приспособления. Потребовалось изготовить более 1500 недостающих деталей». Работы по восстановлению проходили под руководством архитектора Захарова, художника-реставратора Чернышева, инженера Давыдкина. Памятник был торжественно открыт 2 ноября 1944 года.

#### Последующие реставрации
- В 1954 году была произведено завершение предыдущих работ по реставрации (сварка швов, укрепление отдельных плит литья, все бронзовые части были патинизированы)[22].
- Вторая половина 1970-х годов — специалисты Ленинградского научно-производственного объединения «Реставратор» восстановили вокруг памятника фонари и решётку (вместо увезённых в Германию).
- Апрель-июнь 1982 года — тщательный осмотр и чистка.
- Наконец, в 1994 году детальный осмотр памятника выявил его угрожающее состояние по причине частичного разрушения и значительной коррозии деталей стальной несущей конструкции верхней части памятника. Отсутствовали некоторые элементы декора (не восстановленные в 1982 году). АО «Ампир» (Санкт-Петербург) в период с февраля по октябрь 1995 года провело очередной цикл восстановительных работ.

При реставрациях случались неожиданные находки: в 1990-х годах в маленьком помещении внутри монумента специалисты отыскали своеобразные сталактиты, сталагмиты и остатки лестницы, забытой в середине XIX века.

## Нумизматика и филателия
Памятник изображался на пробной монете России номиналом 50 копеек (1998), банкноте 5 рублей (образца 1997 года), на памятных монетах СССР 1988 года и России 2012 годов. Неоднократно издавались почтовые конверты.

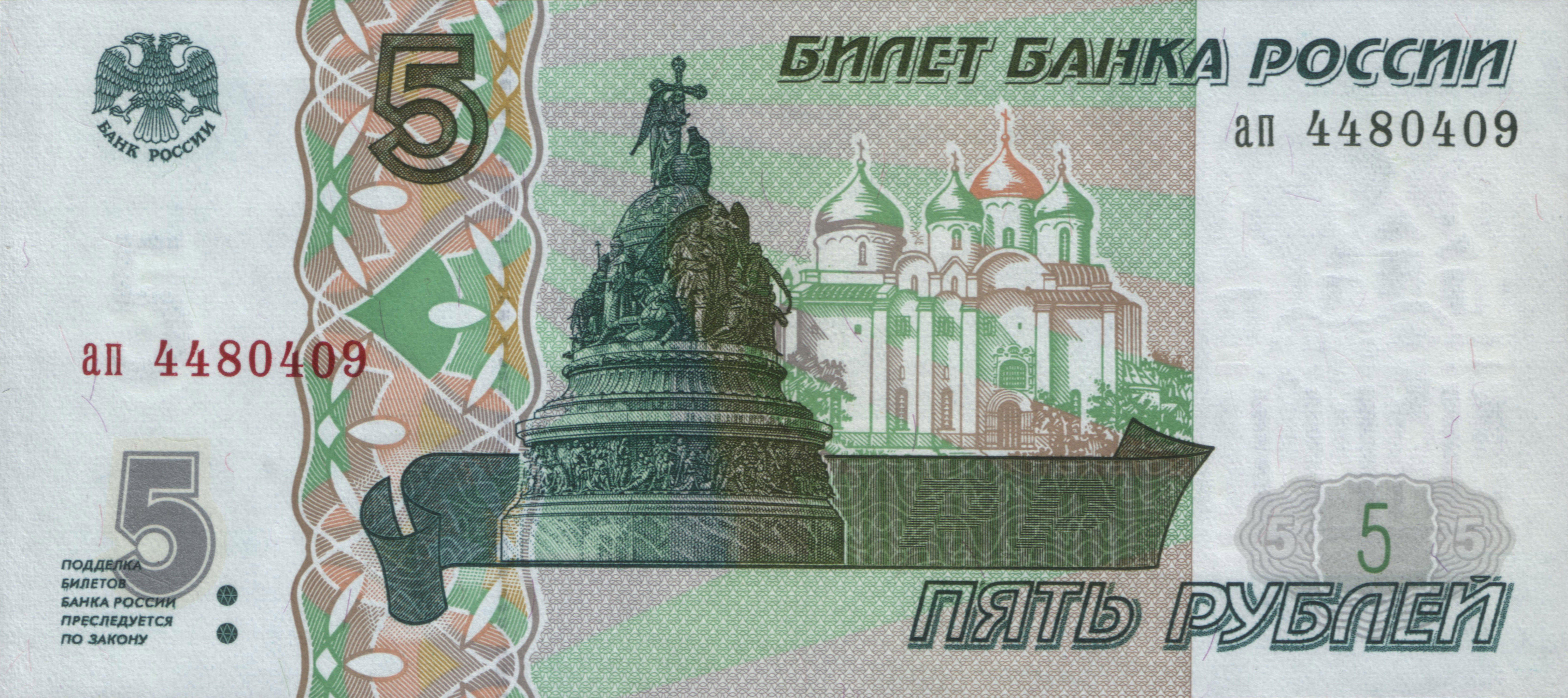
Памятник на банкноте в 5 рублей
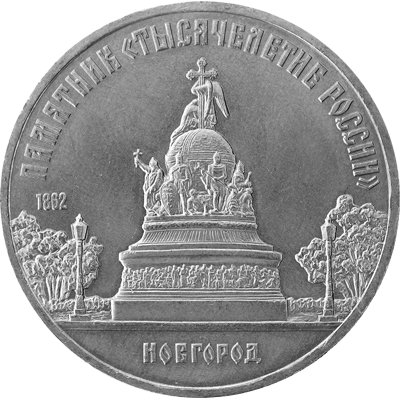
Памятная 5-рублёвая монета, 1988 год
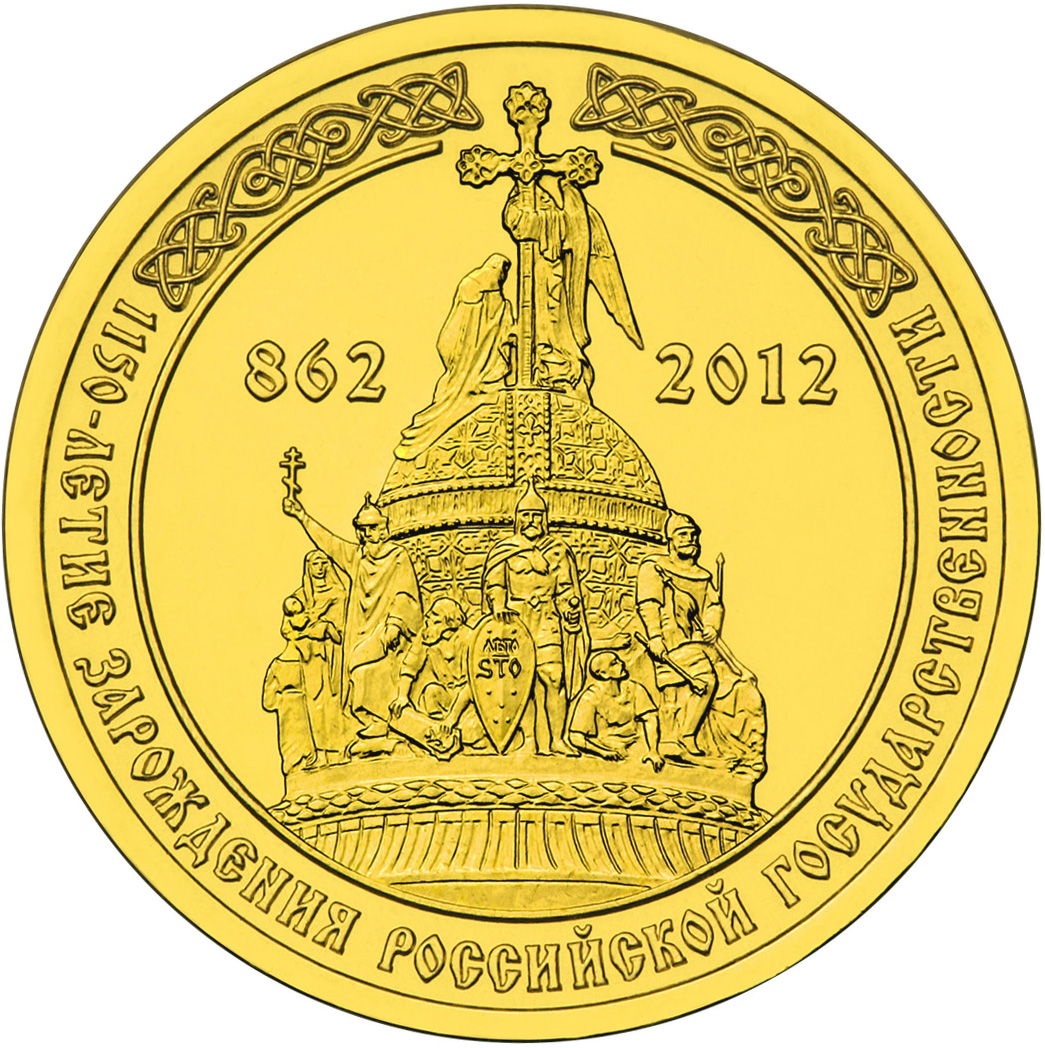
Памятная 10-рублёвая монета, 2012 год
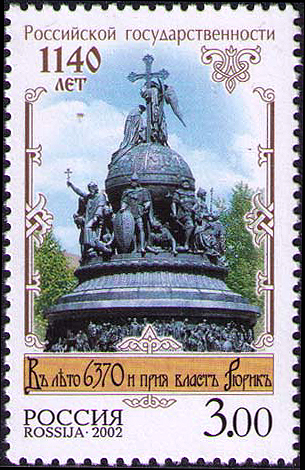
Почтовая марка России, 1140 лет российской государственности, 2002 год
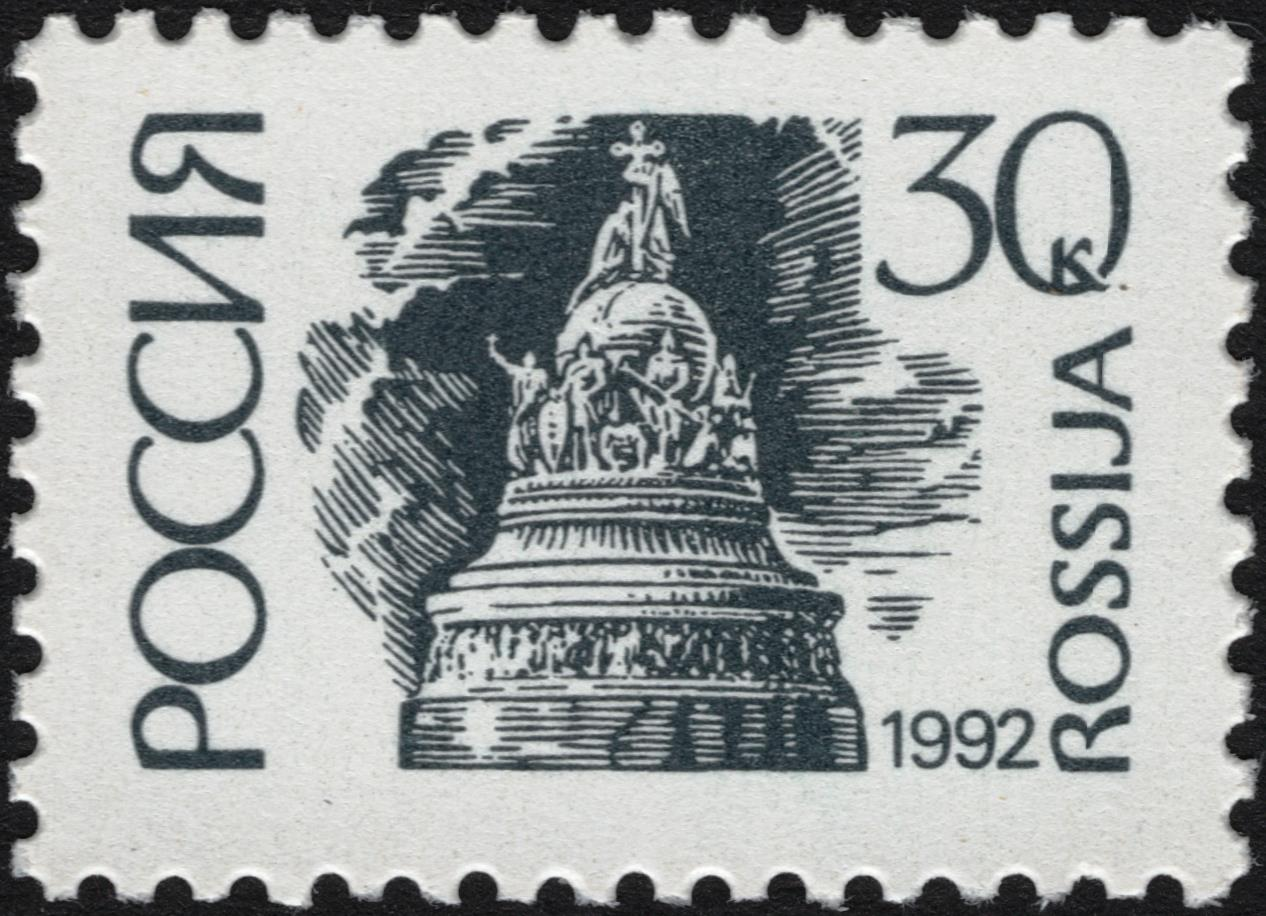
Марка России, 1992 г.
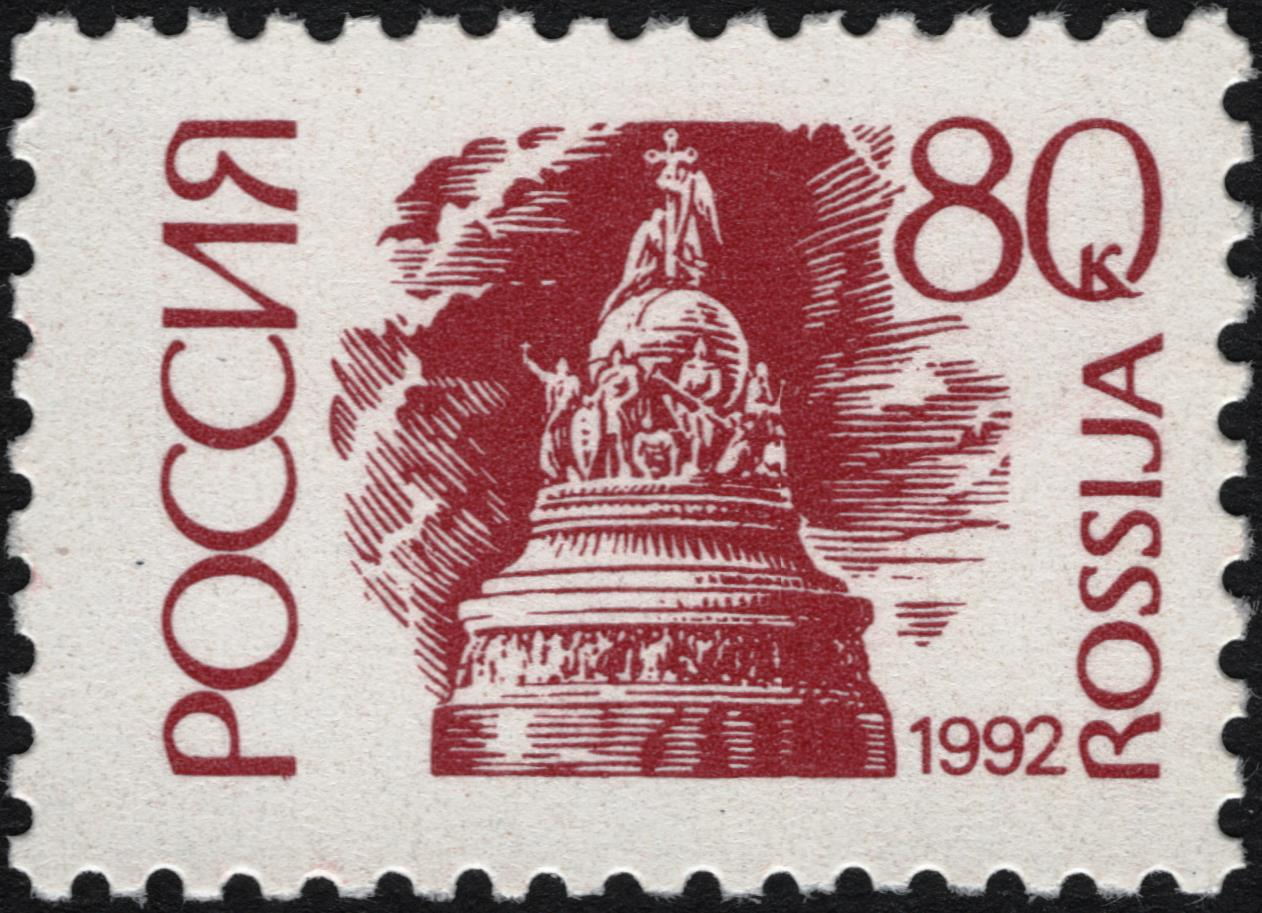
Марка России, 1992 г.
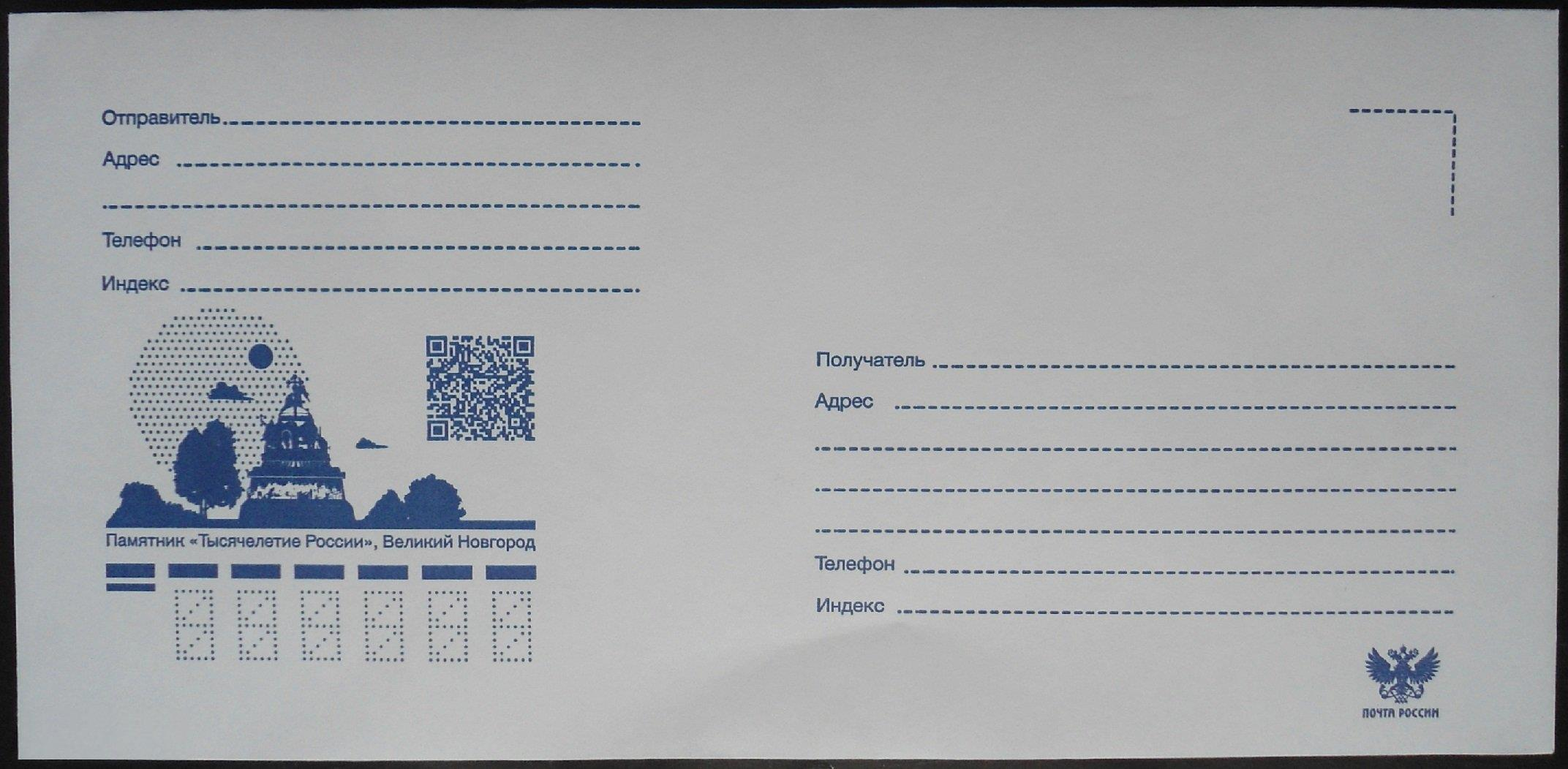
Почтовый конверт России, 2020—2021 гг.